# Antoine Hayek
Antoine Hayek, né le 26 août 1928 à Maghdouché et décédé le 1er mai 2010, est un archevêque libanais de religion melchite. Il est ordonné  en 1954  comme prêtre de l'ordre basilien chouerite de Saint Jean-Baptiste. En 1989 il est nommé archevêque de Baniyas.